# Friedrich August von Fritsch
Friedrich August Freiherr von Fritsch (* 20. April 1768 in Weimar; † 23. November 1845 in Stadtilm) war in Sachsen-Weimar-Eisenach Oberforstmeister.

## Leben und Wirken

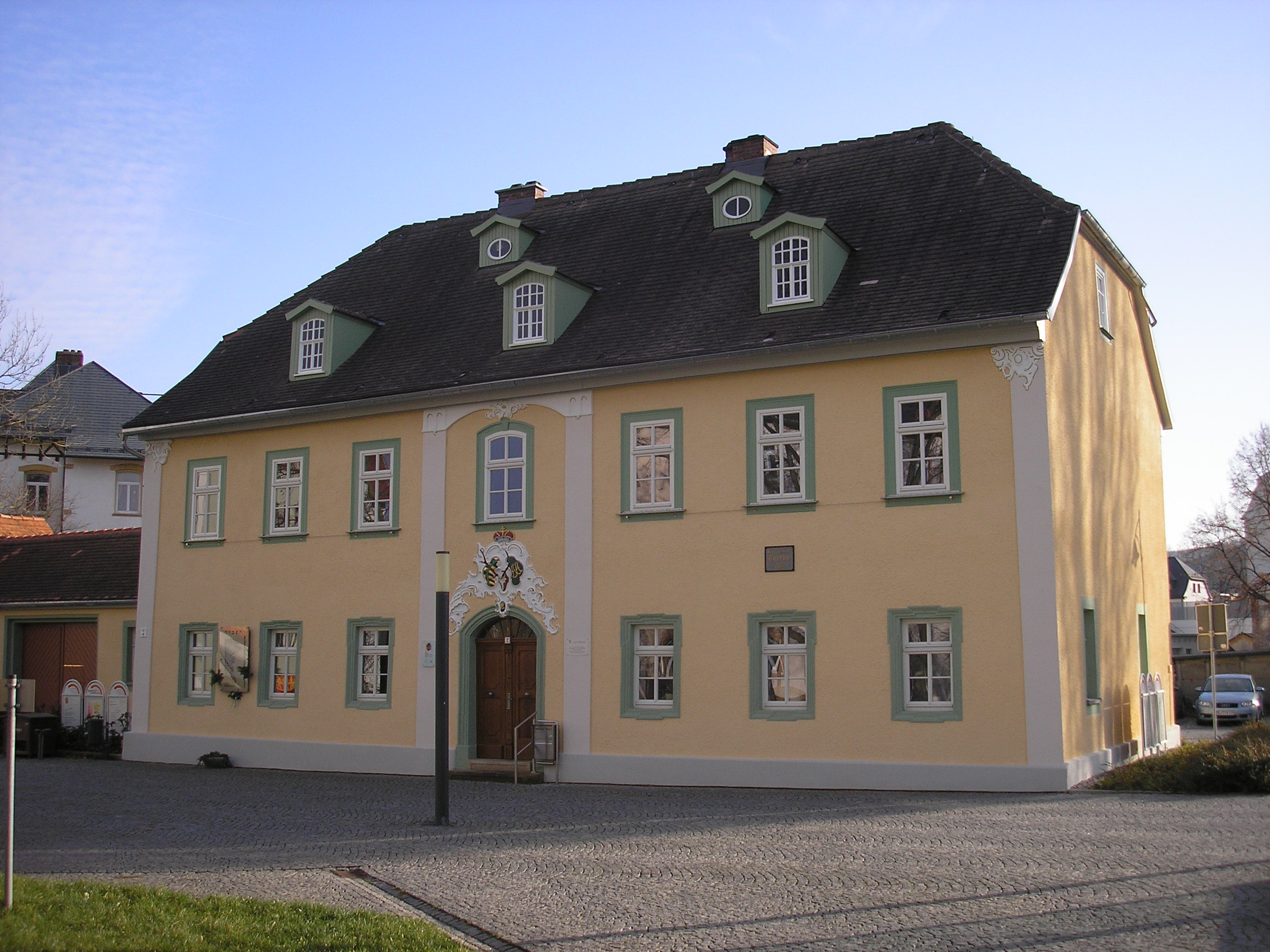
Alte Försterei in Ilmenau Amtssitz von Friedrich August von Fritsch

Fritsch war ältester Sohn des Ministerpräsidenten Jakob Friedrich von Fritsch. Die wichtigsten Stationen seines Lebens waren: 1788, Hof- und Jagdjunker; 1792 Kammerassessor; 1794 Oberforstmeister; 1817 Geheimer Kammerrat; 1823 Kammerdirektor (Kammerpräsident); 1828 Ober(land)jägermeister; 1835 Wirklicher Geheimer Rat in Weimar.
Er wurde 1794 Oberforstmeister, nachdem sein Lehrmeister Otto Joachim Moritz von Wedel gestorben war. Friedrich August von Fritsch starb durch einen Unfall und blieb unverheiratet. In diesen Funktionen war es unvermeidlich, dass er auch mit Goethe in Berührung kam. Das erstreckte sich wohl auch auf den privaten Bereich. Fritsch hatte in Ilmenau ein Haus, die heutige Alte Försterei, in dem Feste stattfanden auch unter Teilnahme von Carl August und Goethe's. Für Goethe waren es gewissermaßen Geburtstagsfeiern. In einem Brief an seine Frau Christiane von Goethe aus Ilmenau, dem 1. November 1797 schreibt Goethe: Ich bin gestern aus dem ,Löwen' wo ich in mehr Einem Sinne höchst unangenehm lebte, aus und zu Herrn Oberforstmeister von Fritsch gezogen, wo es mir sehr gut geht. In einem Brief (der schon als Bericht zu werten ist.) vom 28. August 1813 aus Ilmenau an seine Frau Christiane bezeugt Goethe ein kleines Gedicht, welches Fritsch dichtete. Dieses Gedicht als Teil einer privaten Huldigung an Goethe ohne Titel lautet:

„Gegrüßest seist Du im Bergland!
oft erfreue Dich die Felswand,
einst geborsten am schroffen Rand.
treue Freunde umgeben Dich
heut recht innig und freuen sich
einer wie alle! glaubs sicherlich.“

Fritsch war bei Goethes letzter Reise 1831 zwar nicht direkt mit dabei, so reiste er aber aus Weimar in offizieller Mission nach Ilmenau um Goethe die Glückwünsche des Großherzogs Carl Friedrich zu übermitteln. So erlebte er am 28. August 1831 Goethes letzten Geburtstag.
Mannigfaltige Berührungspunkte zwischen von Fritsch und Goethe dürften sich auf das Gebiet der Botanik erstreckt haben. Darauf weist Gustav Woldemar von Biedermann bereits hin. Dass diese wiederum bei Fritsch zur Abfassung botanischer Literatur geführt hätte, scheint nicht der Fall gewesen zu sein.

## Varia
Es gibt einen Briefwechsel Friedrich August von Fritschs mit seinem Bruder Karl Wilhelm von Fritsch in Bezug auf das Rittergut Seerhausen. Außerdem war Friedrich August Freiherr von Fritsch Mitherr von Mautitz und Zschochau. Mautitz gelangte durch Kauf im Jahr 1812 an Friedrich August und seinen Bruder Karl Wilhelm von Fritsch, welcher der andere Mitherr war. Der Verkehr Goethes mit Mitgliedern der freiherrlichen Familie von Fritsch war bereits Mitte des 19. Jahrhunderts Gegenstand von genealogischen Forschungen gewesen. Im Fall des Oberforstmeisters waren es wohl nicht nur botanische Interessen.

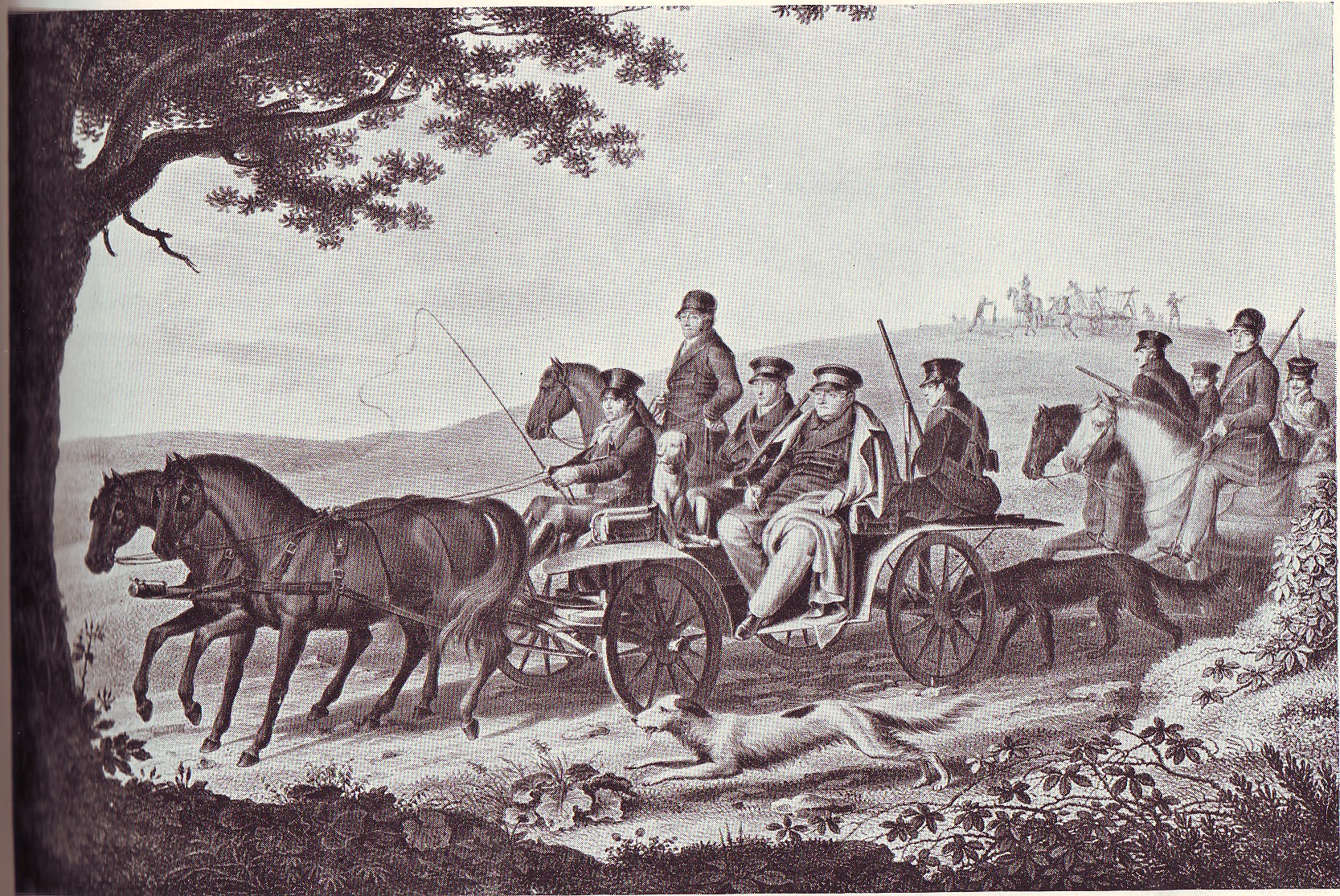
Jagdgesellschaft mit Großherzog Carl August von Sachsen-Weimar-Eisenach von Carl August Schwerdtgeburth

Der Lithograf August Kneisel schuf eine Lithographie nach Carl August Schwerdgeburth einer Jagdgesellschaft um Carl August von Sachsen-Weimar-Eisenach im Beisein von Friedrich August von Fritsch und Friedrich von Seebach. Es ist ein Gedenkblatt für eine Jagd. Es entstand 1831. Der mit dargestellte Carl August von Sachsen-Weimar-Eisenach war bereits 1828 gestorben. Die dargestellte Jagdszene bezieht sich auf das Jahr 1825. Im Buch Goethe und seine Welt hat dieses den Titel: Carl August von der Jagd zurückkehrend. Die Jagddroschke des Herzogs begleiten auf der Farblithographie von Schwerdtgeburth: neben ihm in der Droschke sitzend General Friedrich Johann Christian Heinrich von Seebach, der Leibjäger Möbius auf dem Dienersitz hinten und der Landjägermeister von Fritsch zu Pferde. Hinter der Kutsche die Leibkutscher Hake lenkt, folgen die Hunde und die weitere Jagdgesellschaft zu Pferde. Dieses Motiv findet sich auch auf alten Postkarten.